# Hank Brown
Hank Brown, właśc. George Hanks Brown (ur. 12 lutego 1940 w Denver) – amerykański polityk Partii Republikańskiej z Kolorado.
Jest absolwentem Uniwersytetu Kolorado, ukończył tam college (1961) oraz szkołę prawa (1969). W latach 1972–1976 zasiadał w senacie stanu Kolorado, w latach 1981–1991 pełnił mandat w Izbie Reprezentantów Stanów Zjednoczonych. W latach 1991–1997 był członkiem amerykańskiego Senatu.
23 października 1996 Rada Miasta Krakowa uhonorowała Hanka Browna tytułem Honorowego Obywatela Miasta Krakowa, za działalność na rzecz zbliżenia polsko-amerykańskiego oraz za działalność na rzecz włączenia Polski do systemu sojuszu obronnego państw demokratycznych.

## Odznaczenia
- Krzyż Wielkiego Oficera Orderu Zasługi (Rumunia, 2000)[2]